# Mirna Ortíz
Mirna Sucely Ortíz Flores (Città del Guatemala, 28 febbraio 1987) è una marciatrice guatemalteca.

## Biografia
Ortíz ha iniziato ad approcciarsi all'atletica leggera dal 1998 e vincendo il campionato regionale giovanile nel 2000. Sospeso lo sport per qualche anno, torna a gareggiare a livello internazionale a partire dal 2011, vincendo una medaglia d'argento ai Giochi panamericani di Guadalajara, alle spalle della connazionale Jamy Franco, duplice vittoria che ha rappresentando un unicum nella storia sportiva del Guatemala. Nello stesso anno si è guadagnata la possibilità di prender parte ai Giochi olimpici di Londra 2012 nella marcia 20 km, evento in cui è stata squalificata dopo 8 km.
Dopo la partecipazione ai Mondiali del 2013, si è sposata con il marciatore connazionale Erick Barrondo. Ha presto parte, nel 2016, ad una seconda edizione delle Olimpiadi, terminando trentesima. A otto anni di distanza, nel 2019, ha conquistato una seconda medaglia d'argento ai Giochi panamericani del Perù nei 50 km.

## Palmarès
| Anno | Manifestazione                      | Sede           | Evento           | Risultato | Prestazione | Note                  |
| ---- | ----------------------------------- | -------------- | ---------------- | --------- | ----------- | --------------------- |
| 2003 | Campionati centroamericani juniores | San José       | Marcia 5000 m    | Oro       | 26'56"06    |                       |
| 2009 | Campionati centroamericani          | Guatemala City | Marcia 10000 m   | 5ª        | 51'52"89    |                       |
| 2011 | Giochi panamericani                 | Guadalajara    | Marcia 20 km     | Argento   | 1h33'37"    |                       |
| 2012 | Giochi olimpici                     | Londra         | Marcia 20 km     | dq        | dq          |                       |
| 2013 | Mondiali                            | Mosca          | Marcia 20 km     | dq        | dq          |                       |
| 2013 | Giochi bolivariani                  | Trujillo       | Marcia 20 km     | Oro       | 1h34'07"    |                       |
| 2014 | Giochi CAC                          | Veracruz       | Marcia 20 km     | Oro       | 1h35'43"    | Record dei Giochi     |
| 2015 | Giochi panamericani                 | Toronto        | Marcia 20 km     | dq        | dq          |                       |
| 2015 | Mondiali                            | Pechino        | Marcia 20 km     | 12ª       | 1h31'32"    |                       |
| 2016 | Giochi olimpici                     | Rio de Janeiro | Marcia 20 km     | 30ª       | 1h35'11"    |                       |
| 2017 | Giochi centramericani               | Managua        | Marcia 20 km     | Oro       | 1h35'14"    |                       |
| 2017 | Mondiali                            | Londra         | Marcia 20 km     | 11ª       | 1h30'01"    |                       |
| 2018 | Campionati NACAC                    | Toronto        | Marcia 20 km     | Argento   | 1h38'36"    |                       |
| 2019 | Giochi panamericani                 | Lima           | Marcia 50 km     | Argento   | 4h15'21"    |                       |
| 2019 | Mondiali                            | Doha           | Marcia 20 km     | 12ª       | 1h37'32"    |                       |
| 2021 | Giochi olimpici                     | Tokyo          | Marcia 20 km     | 44ª       | 1h40'23"    |                       |
| 2022 | Mondiali                            | Eugene         | Marcia 35 km     | 15ª       | 2h54'00"    |                       |
| 2022 | Campionati NACAC                    | Freeport       | Marcia 20000 m   | Oro       | 1h40'04"78  | Record dei campionati |
| 2023 | Giochi panamericani                 | Santiago       | Marcia 20 km     | 12ª       | s/t         | [ 4 ]                 |
| 2023 | Giochi panamericani                 | Santiago       | Marcia a squadre | 7ª        | 3h23'30     |                       |